# Đảo của những chú chó
Đảo của những chú chó (tên gốc tiếng Anh: Isle of Dogs) là phim hoạt hình tĩnh vật chính kịch-hài hước khoa học viễn tưởng năm 2018 do Wes Anderson đạo diễn, sản xuất kiêm biên kịch. Lấy bối cảnh đất nước Nhật Bản hậu tận thế, bộ phim kể lại câu chuyện về một cậu thiếu niên lên đường tìm kiếm chú chó của mình sau khi loài chó bị trục xuất tới một hòn đảo biệt lập do đại dịch cúm chó bùng phát. Phim có sự tham gia lồng tiếng của Bryan Cranston, Edward Norton, Bill Murray, Jeff Goldblum, Bob Balaban, Greta Gerwig, Frances McDormand, Courtney B. Vance, Fisher Stevens, Harvey Keitel, Liev Schreiber, Scarlett Johansson, Tilda Swinton, F. Murray Abraham, Frank Wood, Nomura Kunichi và Ono Yōko.
Là một sản phẩm do Mỹ và Đức phối hợp thực hiện, Đảo của những chú chó do Indian Paintbrush cùng công ty sản xuất riêng của Anderson là American Empirical Pictures, hợp tác với Studio Babelsberg chịu trách nhiệm sản xuất. Đảo của những chú chó cũng là tác phẩm chiếu khai mạc Liên hoan phim quốc tế Berlin lần thứ 68, và tại đây Anderson cũng được vinh danh giải Gấu bạc cho Đạo diễn xuất sắc nhất. Phim được hãng Fox Searchlight Pictures công chiếu giới hạn tại Mỹ vào ngày 23 tháng 3 năm 2018, và khởi chiếu rộng rãi từ ngày 13 tháng 4; tại Việt Nam, phim được công chiếu vào ngày 1 tháng 6 năm 2018. Phim thu về 64,1 triệu USD và nhận được nhiều lời khen ngợi từ giới phê bình cho phần hoạt họa cũng như cốt truyện của bộ phim. Phiên bản manga chuyển thể từ bộ phim do Mochizuki Minetarō thực hiện được xuất bản năm 2018, bắt đầu từ số ra ngày 24 tháng 5 của tờ Weekly Morning.

## Nội dung
Tại thành phố Megasaki của Nhật Bản, số lượng chó phát triển quá nhiều, dẫn đến dịch bệnh cúm chó ngày một bùng phát trên diện rộng và có nguy cơ lây lan sang con người. Nhằm giảm thiểu khả năng dịch bệnh, Thị trưởng Kobayashi quyết định ký sắc lệnh trục xuất toàn bộ loài chó trong thành phố ra Đảo Rác, một hoang đảo chứa rác thải ngoài biển khơi.
Chú chó kém may mắn đầu tiên bị “đưa ra làm gương” là Spots, người bạn thân kiêm vệ sĩ đắc lực của cậu bé Atari Kobayashi. Atari vốn là cô nhi, mất cha mẹ sau vụ tai nạn tàu hỏa thương tâm, rồi được ngài thị trưởng nhận nuôi nấng và bảo trợ. 6 tháng sau, cậu thiếu niên bèn ăn trộm một chiếc máy bay để bay tới đảo Rác. Nhờ sự tương trợ của bầy chó mà đứng đầu là Chief, Atari bắt đầu chuyến hành trình vòng quanh hòn đảo để tìm kiếm người bạn thân bốn chân.
Cùng lúc đó, tại thành phố Megasaki, một nhóm học sinh và những người ủng hộ loài chó vẫn đang lên tiếng gay gắt về sắc lệnh của thị trưởng, cũng như khám phá ra âm mưu đáng sợ mới.

## Lồng tiếng
- Bryan Cranston vai Chief[5]
- Rankin Koyu vai Atari Kobayashi[5]
- Edward Norton vai Rex[5]
- Bob Balaban vai King[5]
- Bill Murray vai Boss[5]
- Jeff Goldblum vai Duke[5]
- Nomura Kunichi vai Thị trưởng Kobayashi[10]
- Takayama Akira vai Thị trưởng Domo[5]
- Greta Gerwig vai Tracy Walker[5]
- Frances McDormand vai Phiên dịch viên Nelson[5]
- Ito Akira vai Giáo sư Watanabe[5]
- Scarlett Johansson vai Nutmeg[10]
- Harvey Keitel vai Gondo[5]
- F. Murray Abraham vai Jupiter[5]
- Ono Yōko vai Trợ lí khoa học Yoko Ono[5]
- Tilda Swinton vai Oracle[5]
- Watanabe Ken vai Head Surgeon[5]
- Natsuki Mari vai Auntie[5]
- Fisher Stevens vai Scrap[5]
- Murakami Nijiro vai Biên tập viên Hiroshi[5]
- Liev Schreiber vai Spots[5]
- Courtney B. Vance vai the narrator[10]
- Noda Yojiro vai News Anchor[11]
- Frank Wood vai Simul-Translate Machine[11]
- Roman Coppola vai Igor
- Anjelica Huston vai Mute Poodle
- Kara Hayward vai Peppermint

## Sản xuất

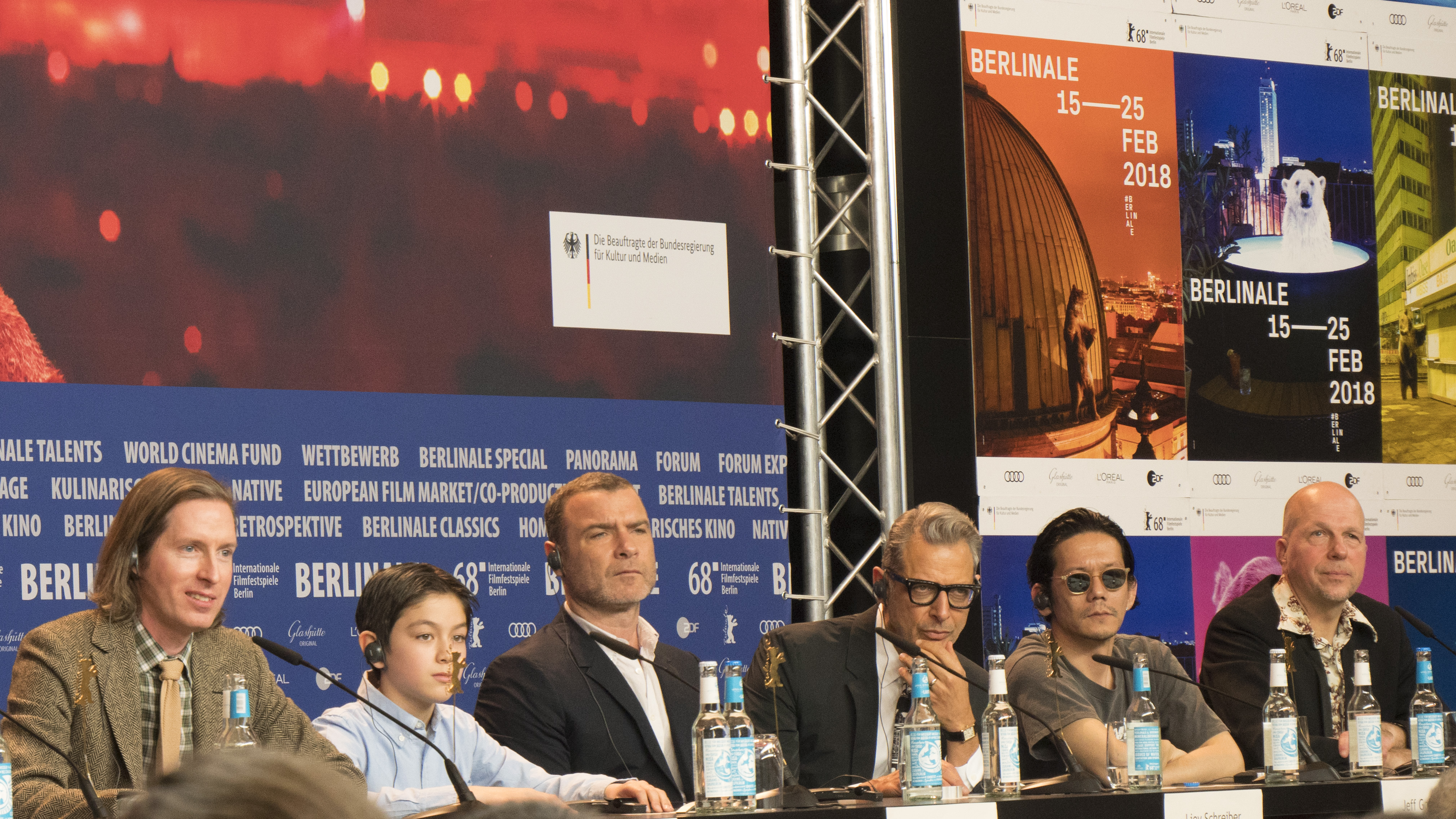
Buổi họp báo Đảo của những chú chó tại Liên hoan phim Berlin lần thứ 68 vào tháng 2 năm 2018

### Phát triển
Tháng 10 năm 2015, Wes Anderson, đạo diễn của bộ phim hoạt hình Ngài cáo tuyệt vời, cho biết anh sẽ trở lại với thể loại hoạt hình tĩnh vật với "một bộ phim về loài chó" với sự tham gia của Edward Norton, Bryan Cranston và Bob Balaban. Anderson tiết lộ nguồn cảm hứng của anh có được sau khi thấy một biển hiệu của Isle of Dogs ở Anh trong thời gian phát triển Ngài cáo tuyệt vời. Anderson cũng cho biết phim chịu nhiều ảnh hưởng từ Akira Kurosawa, cũng như các phim hoạt hình stop-motion đặc biệt mừng kỳ nghỉ lễ của Rankin/Bass Productions.

### Quay phim
Quá trình quay phim chính được bắt đầu vào tháng 10 năm 2016 tại 3 Mills Studios ở Đông Luân Đôn. Đội ngũ hoạt họa của Đảo của những chú chó bao gồm một số thành viên đã từng làm việc cho dự án Ngài cáo tuyệt vời.

### Nhạc phim
| Đánh giá chuyên môn | Đánh giá chuyên môn |
| Nguồn đánh giá      | Nguồn đánh giá      |
| Nguồn               | Đánh giá            |
| ------------------- | ------------------- |
| Backseat Mafia      | 7,5/10              |
| Drowned in Sound    | 7/10                |
| Pitchfork           | 7,3/10              |

Phần nhạc nền của phim do Alexandre Desplat biên soạn, trước đây ông cũng đã từng hợp tác với Anderson trong Ngài cáo tuyệt vời, Moonrise Kingdom và The Grand Budapest Hotel. Phần nhạc phim bao gồm nhiều bản nhạc gốc cũng như tuyển chọn từ các nhạc phẩm cũ trước đây, chủ yếu từ Nhật Bản. Một số bài hát có nguồn gốc từ các phim điện ảnh Nhật Bản kinh điển như hai tác phẩm Drunken Angel (1948) và Seven Samurai (1954) của đạo diễn Kurosawa Akira. Album nhạc phim gồm tổng cộng 22 bài hát, trong đó 15 bài do Desplat biên soạn.
Các bài hát đều được Alexandre Desplat sáng và trình bày, trừ một số bài được chú thích.
| STT | Nhan đề | Thời lượng |
| --- | --- | ---------- |
| 1.  | "Shinto Shrine" | 1:56       |
| 2.  | "Taiko Drumming" (sáng tác và trình bày bởi Watanabe Kaoru)                                                                          | 0:50       |
| 3.  | "The Municipal Dome" | 2:29       |
| 4.  | "Six Months Later + Dog Fight" | 2:05       |
| 5.  | "The Hero Pack" | 1:08       |
| 6.  | "First Crash-Landing" | 0:56       |
| 7.  | "Kanbei & Katsushiro – Kikuchiyo's Mambo" (từ Seven Samurai) (sáng tác bởi Hayasaka Fumio, trình bày bởi Toho Symphony Orchestra)    | 0:52       |
| 8.  | "Second Crash-Landing + Bath House + Beach Attack"                                                                                   | 4:07       |
| 9.  | "Nutmeg" | 0:48       |
| 10. | "Kosame No Oka" (từ Drunken Angel) (sáng tác bởi Satō Hachirō và Hattori Ryōichi, trình bày bởi David Mansfield)                     | 1:06       |
| 11. | "I Won't Hurt You" (sáng tác bởi Michael Lloyd, Shaun Harris và Bob Markley, trình bày bởi The West Coast Pop Art Experimental Band) | 2:23       |
| 12. | "Toshiro" | 1:07       |
| 13. | "Jupiter and Oracle + Aboriginal Dogs"                                                                                               | 2:05       |
| 14. | "Sushi Scene" | 1:41       |
| 15. | "Midnight Sleighride" (từ Lieutenant Kijé Suite) (sáng tác bởi Sergei Prokofiev, trình bày bởi Sauter-Finegan Orchestra)             | 3:01       |
| 16. | "Pagoda Slide" | 1:08       |
| 17. | "First Bath of a Stray Dog" | 0:26       |
| 18. | "TV Drumming" (sáng tác và trình bày bởi Watanabe)                                                                                   | 0:31       |
| 19. | "Kobayashi Canine-Testing Laboratory"                                                                                                | 1:57       |
| 20. | "Tokyo Shoe Shine Boy" (sáng tác bởi Ida Seiichi và Sano Tasuku, trình bày bởi Teruko Akatsuki)                                      | 3:02       |
| 21. | "Re-Election Night, Parts 1-3" | 5:00       |
| 22. | "End Titles" | 4:51       |

## Phát hành
Ngày 23 tháng 12 năm 2016, hãng Fox Searchlight Pictures mua được bản quyền phân phối bộ phim toàn cầu, với kế hoạch ra mắt vào năm 2018. Trailer của bộ phim được đăng tải vào ngày 21 tháng 9 năm 2017.
Đảo của những chú chó ra mắt ở Liên hoan phim quốc tế Berlin lần thứ 68 vào ngày 15 tháng 2 năm 2018, và cũng là phim chiếu khai mạc tại liên hoan phim này. Phim ra mắt thị trường Bắc Mỹ tại Liên hoan phim South by Southwest tại Austin, Texas vào ngày 17 tháng 3 năm 2018. Đảo của những chú chó công chiếu giới hạn tại Mỹ vào ngày 23 tháng 3 năm 2018, và khởi chiếu rộng rãi từ ngày 13 tháng 4. Tại Việt Nam, phim được công chiếu vào ngày 1 tháng 6 năm 2018.

### Phương tiện tại gia
Đảo của những chú chó được phát hành dưới định dạng phim số vào ngày 26 tháng 6 năm 2018, và dưới định dạng DVD và Blu-Ray vào ngày 17 tháng 7 năm 2018.

## Đón nhận

### Doanh thu phòng vé
Đảo của những chú chó đã thu về 32 triệu USD tại thị trường Mỹ và Canada, và 32,1 triệu USD tại các quốc gia và vùng lãnh thổ khác, đưa tổng mức doanh thu toàn cầu lên 64,1 triệu USD.
Trong dịp cuối tuần đầu tiên công chiếu giới hạn tại Mỹ, phim thu về 1,57 triệu USD từ 27 rạp chiếu phim, từ trung bình 58.148 USD mỗi rạp. Đây là số liệu trung bình cao thứ hai năm 2018 tính tới hết tháng 8, xếp sau Eighth Grade. 60% lượng khán giả xem phim nằm trong độ tuổi dưới 30. Trong dịp cuối tuần thứ hai phim thu về 2,8 triệu USD từ 165 rạp chiếu, xếp thứ 11 về doanh thu phòng vé tuần. Đảo của những chú chó lọt vào top 10 trong dịp cuối tuần thứ ba, với 4,6 triệu USD thu về từ 554 rạp. Tuần tiếp theo phim được công chiếu rộng rãi hơn tại 1.939 rạp và thu về 5 triệu USD, xếp thứ 7 về doanh thu phòng vé.

### Đánh giá chuyên môn
Trên hệ thống tổng hợp kết quả đánh giá Rotten Tomatoes, phim nhận được 90% lượng đồng thuận dựa theo 287 bài đánh giá, với điểm trung bình là 8/10. Các chuyên gia của trang web nhất trí rằng, "Bộ phim hoạt hình stop-motion đẹp đẽ Đảo của những chú chó đã cho ta thấy một Wes Anderson tỉ mỉ đến từng chi tiết khi vẽ nên một trong những câu chuyện lôi cuốn và quyến rũ nhất của anh." Trên trang Metacritic, phần phim đạt số điểm 82 trên 100, dựa trên 54 nhận xét, chủ yếu là những lời khen ngợi. Lượt bình chọn của khán giả trên trang thống kê CinemaScore cho phần phim điểm "A" trên thang từ A+ đến F.
Richard Roeper từ tờ Chicago Sun-Times chấm bộ phim 3,5 trên 4 sao, với lời khen ngợi khi phim đã chấp nhận nhiều rủi ro, "Bộ phim thật thông minh và khác biệt, đôi khi kì cục và hài hước một cách cố ý." Exclaim! cho phim điểm 7 trên 10, với bình luận "hội tụ những yếu tố của các tác phẩm kinh điển khác của Wes Anderson." Khánh Hưng từ Zing News chấm phim điểm 9/10 kèm lời bình luận, "Đạo diễn tài năng Wes Anderson tiếp tục đem đến cho khán giả trải nghiệm điện ảnh đầy khác biệt, đậm chất giải trí nhưng không kém phần ý nghĩa, với Đảo của những chú chó."

### Giải thưởng
| Giải thưởng                               | Lễ trao giải           | Hạng mục                                                        | Đề cử                 | Kết quả   | Nguồn         |
| ----------------------------------------- | ---------------------- | --------------------------------------------------------------- | --------------------- | --------- | ------------- |
| Liên hoan phim quốc tế Berlin             | 15–25 tháng 2 năm 2018 | Giải Gấu bạc cho Đạo diễn xuất sắc nhất                         | Wes Anderson          | Đoạt giải | [ 44 ] [ 45 ] |
| Liên hoan phim quốc tế Berlin             | 15–25 tháng 2 năm 2018 | Phim điện ảnh xuất sắc nhất                                     | Wes Anderson          | Đề cử     | [ 44 ] [ 45 ] |
| Giải Golden Trailer                       | Tháng 5 năm 2018       | Quảng cáo truyền hình cho phim hoạt hình/gia đình xuất sắc nhất | Đảo của những chú chó | Đề cử     | [ 46 ]        |
| Giải Golden Trailer                       | Tháng 5 năm 2018       | Áp phích điện ảnh xuất sắc nhất                                 | Đảo của những chú chó | Đoạt giải | [ 46 ]        |
| Giải Golden Trailer                       | Tháng 5 năm 2018       | Phim hoạt hình/gia đình xuất sắc nhất                           | Đảo của những chú chó | Đoạt giải | [ 46 ]        |
| Liên hoan phim quốc tế Titanic            | 13 tháng 4 năm 2018    | Giải của khán giả – Phim điện ảnh xuất sắc nhất                 | Wes Anderson          | Đoạt giải | [ 47 ]        |
| Giải cho khán giả của Liên hoan phim SXSW | 17–19 tháng 3 năm 2018 | Ngôi sao                                                        | Wes Anderson          | Đoạt giải | [ 48 ]        |